# Сви пси иду у рај (филм)
Сви пси иду у рај (енгл. All Dogs Go to Heaven) амерички је цртани филм из 1989. у режији Дона Блута.
Чарлија убије његов некадашњи пријатељ Карфејс Карутерс и он се нађе у рају. Чарли се затим враћа на Земљу, поново се уједињује са пријатељем Чешком и спријатељи се са Ен-Мари, сирочетом.

## Радња
Радња се одвија 1939. године у Њу Орлеансу. Све почиње тако што пси Чарли и Чешко излазе из склоништа за псе. Након успешног бекства, одлазе у казино, који је у власништву Чарлија и његовог саучесника Карфејса. Како се касније испоставило, Чарли је управо због Карфејса завршио у сиротишту, а планира да убије Чарлија како би поседовао све.
Карфејс се преваром обрачунава са Чарлијем и убија га, а после своје смрти Чарли одлази у рај. Тамо Чарли среће анђела Анабел, која му објашњава да је умро и да ће сви пси ионако завршити овде због своје урођене чистоте душе, али људи морају да покушају. То такође показује да свако овде има свој сат за живот. Љут због овог преокрета, Чарли одлучује да се освети Карфејсу и премотава сопствени сат, иако га Анабел упозорава да ће, ако се поквари, поново умрети, али више неће ићи у рај. Након васкрсења, Чарли тражи Чешка и саопштава му свој план за освету, али Чешко у страху јавља да извесно чудовиште живи у казину Карфејса. Пријатељи се ушуњају у казино и откривају да је „чудовиште“ заправо седмогодишња девојчица сироче по имену Ен-Мари. Она разуме језик животиња, и помогла је Карфејсу да сазна победнике трка, а он је зарадио новац од опклада. Одлучујући да се обогати на рачун Ен-Мари, Чарли је води са собом, обећавајући да ће јој пронаћи родитеље.
Да би направио своју прву опкладу, Чарли краде новчаник младог пара и одлази на трку коња, након што је испитао Ен-Мари. Следи низ победа у сличним тркама, а Чарли се брзо обогати. Са примљеним новцем, Чарли и Чешко граде сопствени казино. У међувремену, Ен-Мари почиње да схвата да Чарли неће тражити њене родитеље и помоћи сиромашнима, и жели да оде. Чарли је одлучио да одржи задату реч и посећује Фло, усамљеног колија са чопором гладних штенаца. Ен-Мари престаје да сумња све док не пронађе украдени новчаник. Сутрадан она сама одлази код тог пара да га врати, а пар, сазнавши да је она сироче, разговара о могућности да је усвоји. У међувремену, Карфејс је бесан што је Чарли жив, а такође користи Ен-Мари, која му „припада“. Чарли долази у кућу пара и успева да позове Ен-Мари са собом, али на повратку их среће Карфејс и његови насилници. Пошто су побегли од њих, Чарлија и Ени-Мари заробе пацови, који одлучују да алигатора нахране њима. Алигатору се толико свиђа Чарлијево урлање да ослобађа „власника прелепог гласа“. Тада Ен-Мари добија упалу плућа, а Чарли је одводи код Фло.
У потрази за Чарлијем, Карфејс посећује новоизграђени казино, где се у овом тренутку налази Чешка. После неуспешног испитивања, Карфејс га туче и спаљује казино. Ен-Мари је све горе, а онда Чешко трчи у Флоину кућу. Он прича Чарлију шта се догодило и моли га да оде у сенку, остављајући Ен-Мари, на шта Чарли одбија. Чешко га оптужује да га привлачи, а Ен-Мари чује како Чарли лаже да га није брига за њу. Од озлојеђености она бежи, а Карфејс је зграби. Чарли јури за њом, а у борби која је уследила, алигатор чује његов урлик. Он му прискаче у помоћ и поједе Карфејса. Када Ен-Мари падне у воду, Чарли скаче у дубоку воду да је извуче. Нажалост, сат који га одржава у животу стаје, али он успева да спасе Ен-Мари. После неког времена, Чарлијев дух долази до њене уснуле другарице да се поздрави и тражи од ње да се побрине за Чешка. Муж и жена су је усвојили и дозволили јој да задржи Чешка код себе. Након овога, Анабел се изненада појављује и шаље Чарлија на небо као награду за његову жртву. На крају, Чарли са осмехом посматра како Карфејс навија сат и, по свему судећи, верује да ће се и он променити на боље када поново оживи.